# Datatransmissionshastighed
Indenfor telekommunikation er datatransmissionshastighed overførte data per tidsenhed.
Datatransmissionshastigheden kan angives i en datatransmissionshastighedsenhed fx bit per sekund (bit/s). Således betyder 1 Mbit/s at man kan overføre 1 Mbit (1024 kilobit) = 128 kilobyte i sekundet. En MB tager derfor 8 sekunder at overføre (teoretisk hastighed med en forbindelse på 1 Mbit/s).